# Семла
Семла (швед. semla, ест. vastlakukkel, фін. laskiaispulla або норв. fastlagsbulle/fastelavnsbolle) — це традиційна солодка булочка, яка готується в різних формах у Швеції, Фінляндії, Естонії, Норвегії, Данії, на Фарерських островах, Ісландії, Латвії, Литві, пов'язана з постом і особливо масляним вівторком в більшості країн, з масляним понеділком в Данії, частині Південної Швеції та Ісландії або неділею в Норвегії. У Швеції вона найбільш широко відома як просто «Семлор» (множина від «семла»). Семла, яка подається в чаші гарячого молока, має назву «хетвегг».

## Етимологія
Назва семла (множина семлор) — це запозичене слово від німецького семмель, яке своєю чергою утворено від латинського «simila», що означає 'борошно', а латинське слово було запозиченням з грецької σεμίδαλις (semidalis), «крупа». Грецьке слово використовувалось для позначення пшеничного борошна або манної крупи найвищої якості. У найбільш південній частині Швеції (Сконе) і серед шведсько-мовного населення Фінляндії вони відомі як фастлагсбулле. У Данії та Норвегії вони називаються фастелавнсболле (fastlagen і fastelavn еквівалентні Масляному вівторку — дню перед Попільною середою). У Сканії свято також називають фастеланн. У Фінляндії булочки відомі як laskiaispulla, в Латвії як vēja kūkas і в Естонії як vastlakukkel.

## Швеція/Фінляндія

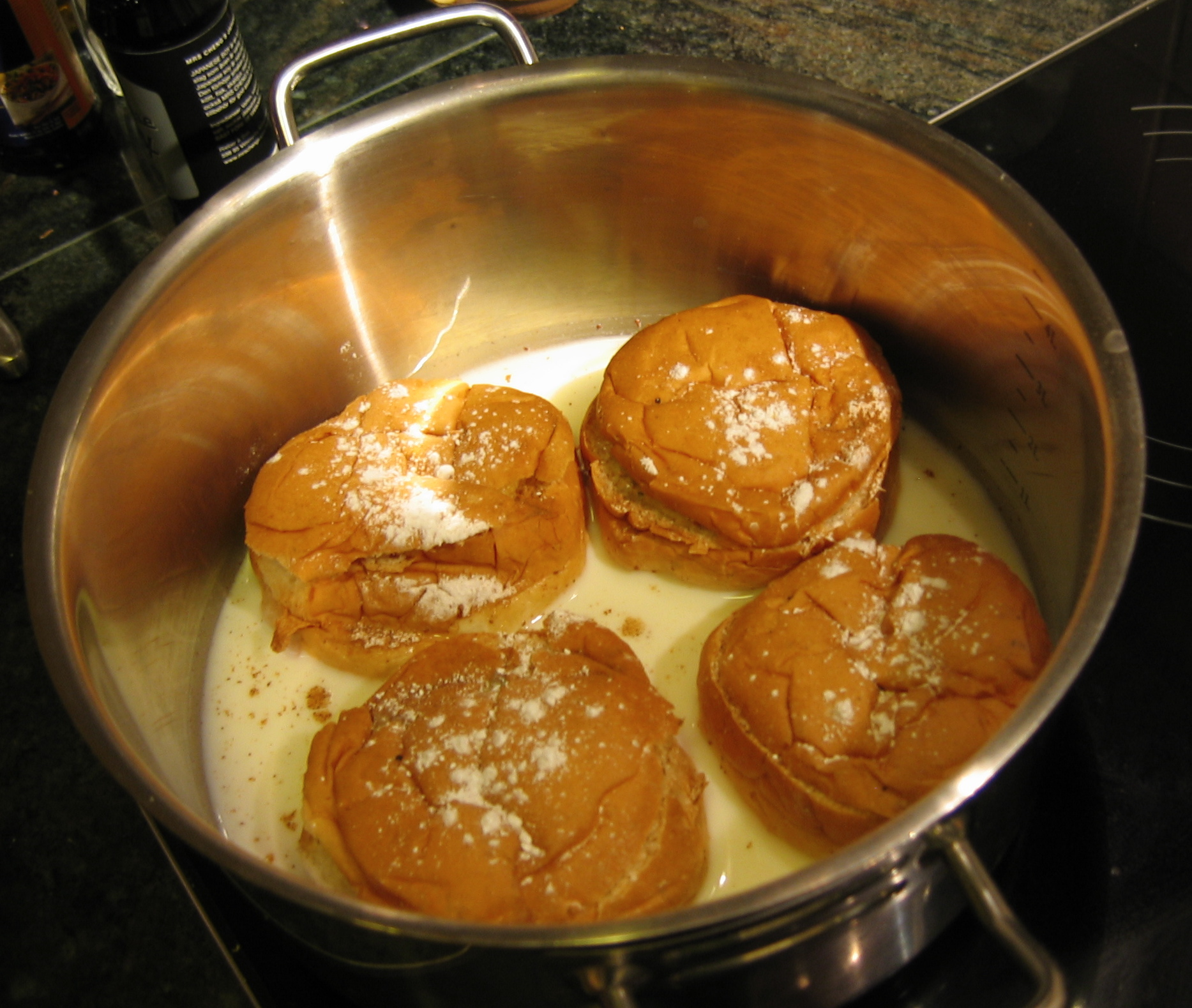
Семла подається з теплим молоком

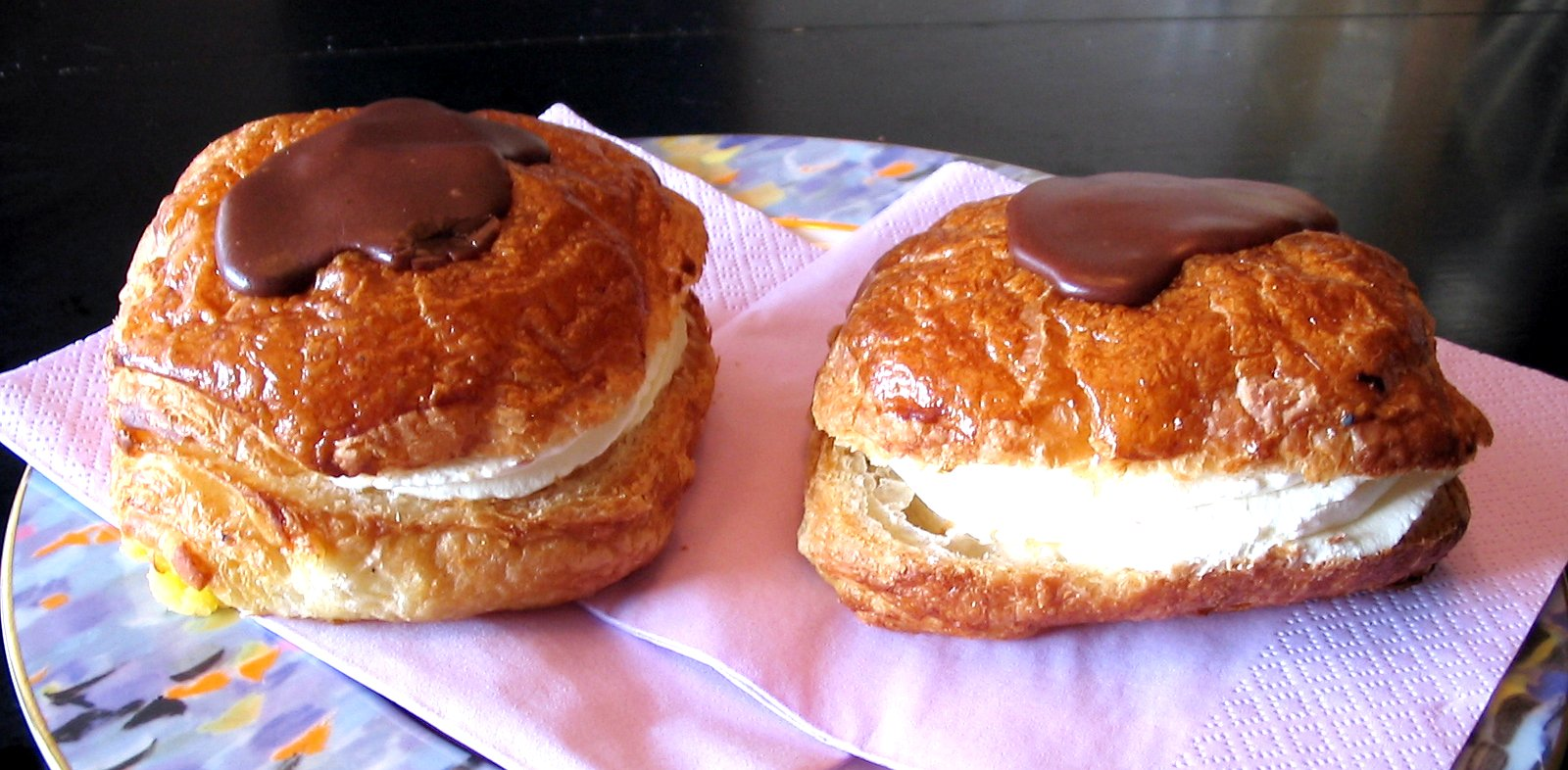
Два датських фастелавнсболле

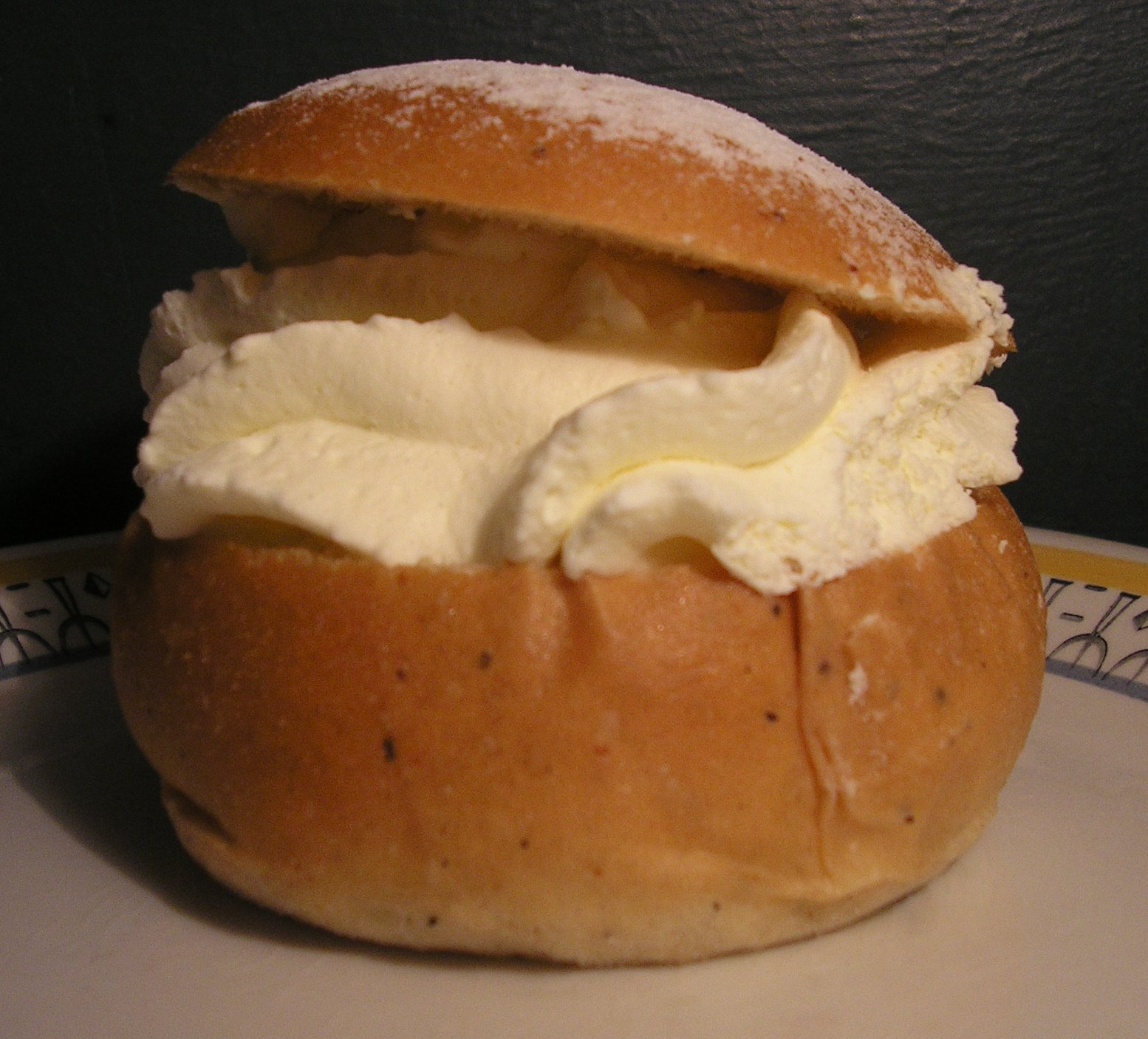
Шведська семла

Сьогодні шведсько-фінська семла — це приправлена кардамоном пшенична булочка, у якої зрізали верз, заповнили середину сумішшю з молока і мигдалевої пасти та увінчали збитими вершками. Верх служить кришкою і посипаний цукровою пудрою. Сьогодні страву часто їдять самостійно, з кавою або чаєм, але деколи досі подають її більш традиційно — в мисці гарячого молока. У Фінляндії булочка часто заповнена полуничним або малиновим варенням замість мигдалевої пасти, і пекарні у Фінляндії, як правило, пропонують обидва варіанти, прикрашаючи традиційні булочки мигдалем на вершині, в той час, як версії, заповнені варенням, посипають зверху цукровою пудрою). У фінському діалекті шведської мови семла означає звичайну пшеничну бутербродну булочку, а не солодку булочку. Ймовірно, у якийсь момент шведи втомилися від строгого дотримання посту, додавши вершки та мигдалеву пасту і почали їсти семлу кожен вівторок між Масляним вівторком і Великоднем. Щороку, коли пекарні починають готувати семлу, шведські газети починають друкувати результати дегустацій. Панель 'експертів'  дегустує повні столи семли, щоб знайти найкращі в місті. У пошуках альтернативи традиційним рецептам, 2015 року шведів захопив семларулет (semmelwrap) — замість традиційного наповнення булочки семла, тісто пласко розкочується, наповнюється мигдалевою пастою і збитими вершками, потім загортається і їсться як рулет. Ця страва стала вірусною в соціальних медіа і в кілька шведських новинних стрічок, і численні інші пекарні Швеції намагалися скопіювати ідею (в надії побити рекорд продажів).
У Фінляндії та Естонії традиційний десерт має дохристиянське коріння: Laskiaissunnuntai та Laskiaistiistai були святами, коли діти та молодь каталася на санчатах вниз по схилу, щоб визначити, який буде урожай у майбутньому році. Ті, хто скочувався найдалі, мав отримати кращий врожай. Тому свято має назву, яка походить від дії катання на санках з гірки, laskea. Сьогодні laskiainen інтегрована в християнські звичаї, як початок Великого посту перед Великоднем.

## Норвегія

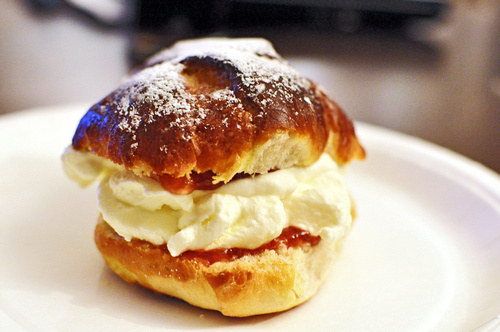
Норвезька фастенлавнсболле зі збитими вершками, джемом і цукровою пудрою

Фастенлавнсболле (норв. fastelavnsbolle) — приправлена кардамоном пшенична булочка, у якої зрізали верхівку, заповнили збитими вершками та джемом згори. Верхня частина служить кришкою і посипається цукровою пудрою. Булочки подаються у неділю fastelavn, але раніше також були пов'язані з Масляним вівторком.

## Данія/Ісландія
Версія, що продається в пекарнях Данії та Ісландії на або навколо Масляного понеділка, досить відмінна — булочки зроблені з листкового тіста і наповнені збитими вершками, трохи варення і часто з глазур'ю. Вдома люди печуть і версії, більше схожі на традиційну булочку з пшеничного борошна, змішуючи просте дріжджове тісто з родзинками, цукатами і іноді кандированою цедрою апельсина.
В Ісландії понеділок масляного тижня називається bolludagur (день булочок), на честь цієї страви.

## Історія
Найдавнішою версією семли була страва зі звичайної хлібної булочки, зануреної в миску теплого молока. У Швеції це називалось хетвегг (hetvägg), від середньо-нижньонімецького hete Weggen (гарячі шматочки) або німецького heisse Wecken (гарячі булочки) і хибно витлумаченого як «гаряча стіна».
Семлу спочатку їли лише на Масляний вівторок, останній святковий день перед початком Великого посту. Однак, з приходом протестантської Реформації, шведи перестали дотримуватись строгого посту у Великий пост. Семла в мисці з теплим молоком стала традиційним десертом кожен вівторок між Масляною і Великоднем. Сьогодні семла доступна в магазинах і пекарнях щодня в періоді незабаром після Різдва до Великодня. Кожен швед з'їдає в середньому 4-5 придбаних семла щороку, на додаток до тих, які готуються вдома.
Король Швеції Адольф Фредерік помер від проблем шлунково-кишкового тракту 12 лютого 1771 року після прийому їжі, що складалась з омарів, ікри, кислої капусти, копченого оселедця і шампанського, та на завершення чотирнадцяти порцій hetvägg (семли), улюбленого десерта короля.
Семла стала видом солодощів, обраним, щоб представляти Фінляндію в ініціативі Café Europe за австрійського головування в Європейському Союзі, на день Європи 2006 р.